# Державний історико-культурний заповідник міста Дубно
Державний історико-культурний заповідник міста Дубно створено на підставі постанови Кабінету Міністрів України від 14.06.1993р. № 444. 
На балансі заповідника перебуває:
- Дубенський замок (XV—XVIII ст.)

- Луцька брама

- Спасо-Преображенська церква(XVI ст.)

- Свято-Юріївська церква (XVII ст.)

- Монастир кармеліток (XVIII ст.)

- Костел бернардинів та його келії (XVII ст.)

- Костел Святого Яна Непомуки (XIX ст.)

- Синагога (XVI—XVII ст.)

- Свято-Іллінська церква (початок XX ст.)

- Світські будівлі XVIII-XIX ст. у центральній частині Дубно

- Краєзнавчий музей.